# Mistrzostwa Azji w piłce siatkowej
Mistrzostwa Azji i Oceanii w piłce siatkowej - turniej siatkarski organizowany przez AVC od 1975 r., w którym udział biorą narodowe reprezentacje państw Azji i Oceanii. Początkowo Mistrzostwa były rozgrywane co 4 lata, a od 1987 r. turniej odbywa się co 2 lata. 

## Mężczyźni

### Medaliści
| Edycja | Rok  | Gospodarz         | Złoto            | Srebro           | Brąz             |
| ------ | ---- | ----------------- | ---------------- | ---------------- | ---------------- |
| I      | 1975 | Melbourne         | Japonia          | Korea Południowa | Chiny            |
| II     | 1979 | Manama            | Chiny            | Korea Południowa | Japonia          |
| III    | 1983 | Tokio             | Japonia          | Chiny            | Korea Południowa |
| IV     | 1987 | Kuwejt            | Japonia          | Chiny            | Korea Południowa |
| V      | 1989 | Seul              | Korea Południowa | Japonia          | Chiny            |
| VI     | 1991 | Perth             | Japonia          | Korea Południowa | Chiny            |
| VII    | 1993 | Nakhon Ratchasima | Korea Południowa | Kazachstan       | Japonia          |
| VIII   | 1995 | Seul              | Japonia          | Chiny            | Korea Południowa |
| IX     | 1997 | Doha              | Chiny            | Japonia          | Australia        |
| X      | 1999 | Teheran           | Chiny            | Australia        | Korea Południowa |
| XI     | 2001 | Ch'angwŏn         | Korea Południowa | Australia        | Japonia          |
| XII    | 2003 | Tianjin           | Korea Południowa | Chiny            | Iran             |
| XIII   | 2005 | Suphan buri       | Japonia          | Chiny            | Korea Południowa |
| XIV    | 2007 | Dżakarta          | Australia        | Japonia          | Korea Południowa |
| XV     | 2009 | Manila            | Japonia          | Iran             | Korea Południowa |
| XVI    | 2011 | Teheran           | Iran             | Chiny            | Korea Południowa |
| XVII   | 2013 | Dubaj             | Iran             | Korea Południowa | Chiny            |
| XVIII  | 2015 | Teheran           | Japonia          | Iran             | Chiny            |
| XIX    | 2017 | Gresik            | Japonia          | Kazachstan       | Korea Południowa |
| XX     | 2019 | Teheran           | Iran             | Australia        | Japonia          |
| XXI    | 2021 | Chiba / Funabashi | Iran             | Japonia          | Chiny            |
| XXII   | 2023 | Urmia             | Japonia          | Iran             | Katar            |

### Klasyfikacja medalowa
| Lp. | Państwo          | złoto | srebro | brąz | Razem |
| --- | ---------------- | ----- | ------ | ---- | ----- |
| 1.  | Japonia          | 10    | 4      | 4    | 18    |
| 2.  | Korea Południowa | 4     | 4      | 9    | 17    |
| 3.  | Iran             | 4     | 3      | 1    | 8     |
| 4.  | Chiny            | 3     | 6      | 6    | 15    |
| 5.  | Australia        | 1     | 3      | 1    | 5     |
| 6.  | Kazachstan       | 0     | 2      | 0    | 2     |
| 7.  | Katar            | 0     | 0      | 1    | 1     |

## Kobiety

### Medalistki
| Edycja | Rok  | Gospodarz                         | Złoto                                              | Srebro                                             | Brąz                                               |
| ------ | ---- | --------------------------------- | -------------------------------------------------- | -------------------------------------------------- | -------------------------------------------------- |
| I      | 1975 | Melbourne                         | Japonia                                            | Korea Południowa                                   | Chiny                                              |
| II     | 1979 | Hongkong                          | Chiny                                              | Japonia                                            | Korea Południowa                                   |
| III    | 1983 | Fukuoka                           | Japonia                                            | Chiny                                              | Korea Południowa                                   |
| IV     | 1987 | Szanghaj                          | Chiny                                              | Japonia                                            | Korea Południowa                                   |
| V      | 1989 | Hongkong                          | Chiny                                              | Korea Południowa                                   | Japonia                                            |
| VI     | 1991 | Bangkok                           | Chiny                                              | Japonia                                            | Korea Południowa                                   |
| VII    | 1993 | Szanghaj                          | Chiny                                              | Japonia                                            | Korea Południowa                                   |
| VIII   | 1995 | Chiang Mai                        | Chiny                                              | Korea Południowa                                   | Japonia                                            |
| IX     | 1997 | Manila                            | Chiny                                              | Korea Południowa                                   | Japonia                                            |
| X      | 1999 | Hongkong                          | Chiny                                              | Korea Południowa                                   | Japonia                                            |
| XI     | 2001 | Nakhon Ratchasima                 | Chiny                                              | Korea Południowa                                   | Tajlandia                                          |
| XII    | 2003 | Ho Chi Minh                       | Chiny                                              | Japonia                                            | Korea Południowa                                   |
| XIII   | 2005 | Taicang                           | Chiny                                              | Kazachstan                                         | Japonia                                            |
| XIV    | 2007 | Nakhon Ratchasima                 | Japonia                                            | Chiny                                              | Tajlandia                                          |
| XV     | 2009 | Hanoi                             | Tajlandia                                          | Chiny                                              | Japonia                                            |
| XVI    | 2011 | Chińskie Tajpej                   | Chiny                                              | Japonia                                            | Korea Południowa                                   |
| XVII   | 2013 | Nakhon Ratchasima                 | Tajlandia                                          | Japonia                                            | Korea Południowa                                   |
| XVIII  | 2015 | Tiencin                           | Chiny                                              | Korea Południowa                                   | Tajlandia                                          |
| XIX    | 2017 | Biñan                             | Japonia                                            | Tajlandia                                          | Korea Południowa                                   |
| XX     | 2019 | Seul                              | Japonia                                            | Tajlandia                                          | Korea Południowa                                   |
| XXI    | 2021 | San Fernando / Olongapo / Angeles | Zawody zostały odwołane z powodu pandemii COVID-19 | Zawody zostały odwołane z powodu pandemii COVID-19 | Zawody zostały odwołane z powodu pandemii COVID-19 |
| XXII   | 2023 | Nakhon Ratchasima                 | Tajlandia                                          | Chiny                                              | Japonia                                            |

### Klasyfikacja medalowa
| Lp. | Państwo          | złoto | srebro | brąz | Razem |
| --- | ---------------- | ----- | ------ | ---- | ----- |
| 1.  | Chiny            | 13    | 4      | 1    | 18    |
| 2.  | Japonia          | 5     | 7      | 7    | 19    |
| 3.  | Tajlandia        | 3     | 2      | 3    | 8     |
| 4.  | Korea Południowa | 0     | 7      | 10   | 17    |
| 5.  | Kazachstan       | 0     | 1      | 0    | 1     |